# Nepalski jezik
Nepalski jezik (devanagari: नेपाली), poznat i kao gorkhālī, indoarijski je jezik kojim se govori u Himalajima, u Južnoj Aziji. Službeni je i najrašireniji jezik Nepala, gdje služi i kao lingua franca. Nepalski ima službeni status i u indijskoj saveznoj državi Sikkim te u Gorkhalandskoj teritorijalnoj administraciji u Zapadnom Bengalu. Jezikom se služi i otprilike četvrtina stanovništva Butana, a značajan broj govornika živi i u indijskim državama Arunachal Pradesh, Assam, Himachal Pradesh, Manipur, Meghalaya, Mizoram te Uttarakhand. U Mjanmaru njime govore burmske Gurkhe, a diljem svijeta koristi ga nepalska dijaspora. Ukupan broj govornika nepalskoga iznosi oko 19 milijuna materinskih govornika te 14 milijuna osoba kojima je strani jezik.
Nepalski se najčešće uvrštava u istočnu paharsku skupinu, sjeverni dio indoarijske jezične skupine. Sam jezik potekao je iz doline Sinja u provinciji Karnali, gdje se od 10. do 14. stoljeća nalazio glavni grad Kraljevstva Khasa. Razvio se u kontaktu s drugim indoarijskim jezicima, osobito paharskima. Izvorni govornici nepalskog bili su Khasi, koji potječu iz Himalaja u Južnoj Aziji. Najranijim zapisom nepalskog jezika smatra se natpis u Dulluu, u okrugu Dailekh, koji je datiran u doba kralja Bhupala Damupala oko 981. godine. Institucionalizacija nepalskoga jezika započela je u 16. stoljeću pod Kraljevstvom Gorkha (kasnije poznatom kao Kraljevstvo Nepal). S vremenom su se na području današnjeg Nepala i Uttarakhanda razvili razni dijalekti nepalskoga s osobitim utjecajima iz sanskrta, maithilskog, hindskog i bengalskog jezika, a nepalski je postao lingua franca.
Nepalski je fuzijski jezik s umjereno slobodnim redom riječi, iako prevladava redoslijed subjekt – objekt – predikat (SOV). Postoje tri značajne razine honorifika (počasnih oblika jezika), kao i još dvije vezane uz dijalekt i socioekonomski stalež: niska, srednja, visoka, veoma visoka i kraljevska. Niska razina ne izražava nikakvo poštovanje, srednja izražava jednak društveni položaj ili je neutralna, a visoka i veoma visoka izražavaju poštovanje. Posljednja, kraljevska razina koristi se isključivo za kraljevsku obitelj. Kao i kod svih suvremenih indoarijskih jezika, gramatika nepalskoga izrazito je pojednostavljen, izgubivši velik broj kompleksnih gramatičkih obilježja koje se nalazi u prajeziku.
Književnost na nepalskome razvila se u velikoj mjeri tijekom 19. stoljeća. Oko 1830. godine, nekoliko nepalskih pjesnika pisalo je o sanskrtskim epovima Ramajana i Bhagavata Purana, nakon čega je Bhanubhakta Acharya preveo Ramajanu na nepalski. Njegov prijevod postao je popularan »zbog kolokvijalnog čara u jeziku, vjerske iskrenosti i živopisnih opisa prirode.«